# Worth School
Worth School è un collegio inglese indipendente di fede cattolica per allievi di età compresa tra gli 11 e i 18 anni. È situato nei pressi di Turners Hill, in Inghilterra. La scuola è considerata da molti come l'Eton college cattolico.
La Worth School ha istruito solo maschi fino al 2012, anno in cui le ragazze vennero accettate per la prima volta nel sesto modulo.
Worth prepara gli studenti per il Baccalaureato internazionale o A-Levels.